# Neuperlach

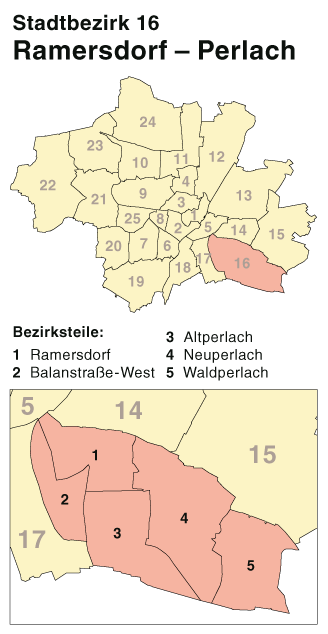
Neuperlach ist der Stadtbezirksteil 4 des Stadtbezirks 16 Ramersdorf-Perlach

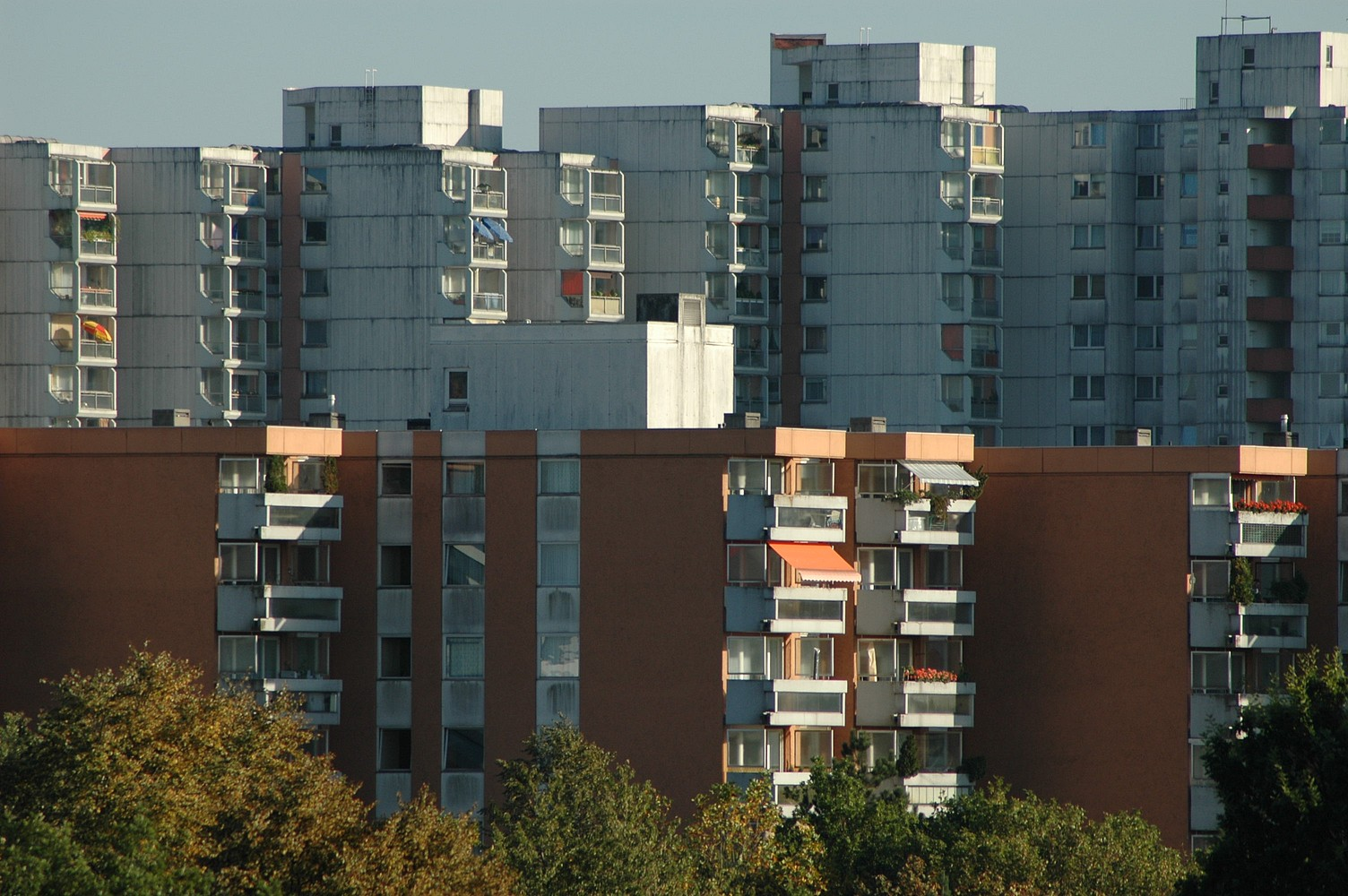
Hochhaussiedlung in Neuperlach in der Nähe des pep

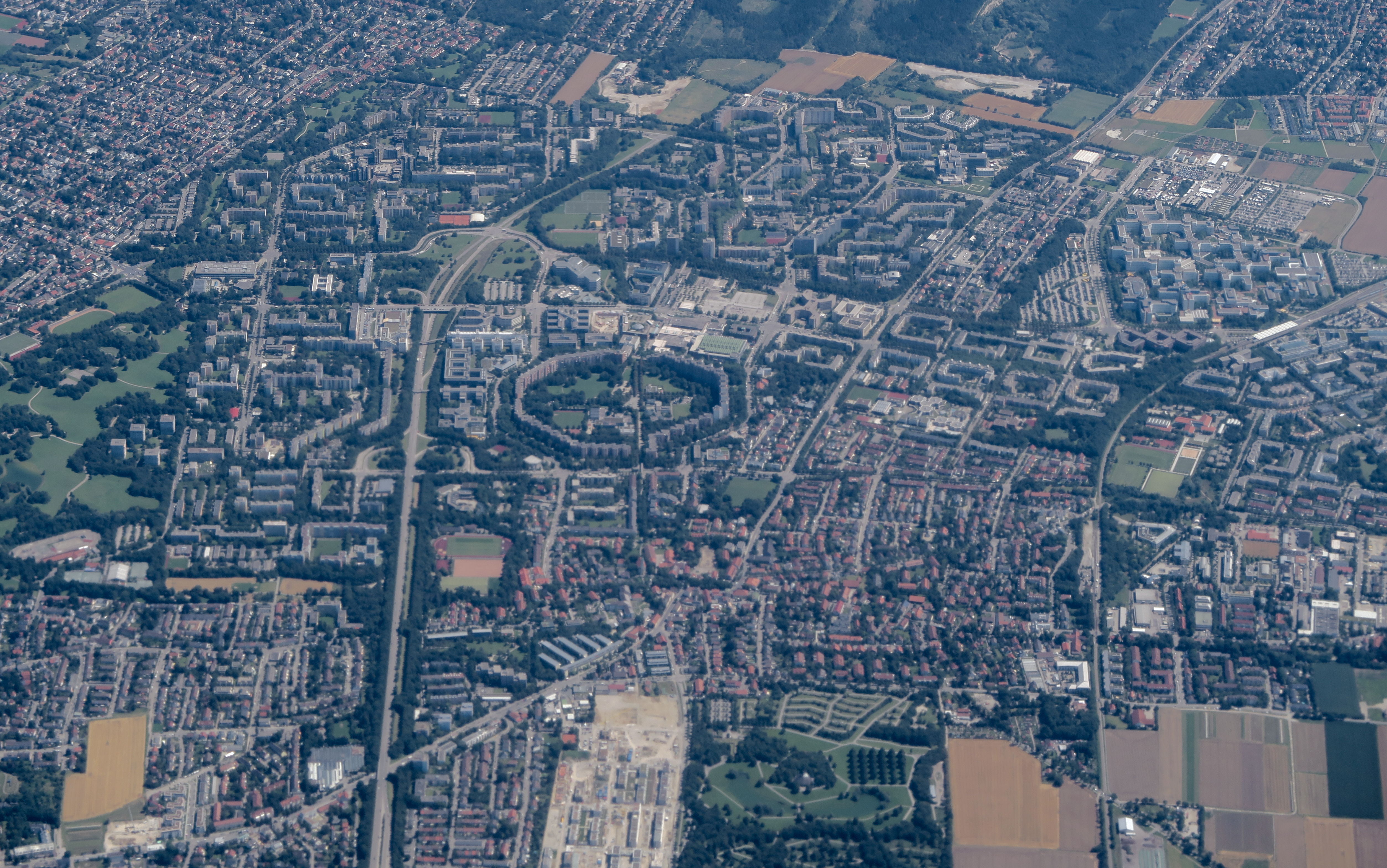
Luftbild von Neuperlach

Neuperlach ist ein seit 1967 auf der „grünen Wiese“ erbauter Stadtteil im Südosten Münchens und gehört zum Stadtbezirk 16 (Ramersdorf-Perlach) der bayerischen Landeshauptstadt. Das hauptsächlich aus Großwohnsiedlungen zusammengesetzte Quartier auf der östlich des alten Dorfes Perlach gelegenen ehemaligen Perlacher Haid ist eine der größten deutschen Satellitenstädte. Neuperlach grenzt westlich an die Stadtteile Ramersdorf und Perlach, nördlich an die Stadtbezirke 14 (Berg am Laim) und 15 (Trudering-Riem), östlich an den Stadtteil Waldperlach und südlich an den Ortsteil Unterbiberg der Gemeinde Neubiberg. Das Viertel wird im westlichen Bereich von Süden nach Norden vom Hachinger Bach durchflossen; dabei fließt er auch durch den westlichen Teil des Ostparks.

## Planung und Baugeschichte

Wohnsiedlung Neuperlach Zentrum

Da die Stadt München in den 1950er-Jahren rapide wuchs und sich einer großen Wohnungsnot gegenübersah, beschloss der Münchner Stadtrat 1960 den Bau von „Entlastungsstädten“. Ins Auge gefasst wurden Standorte in Oberschleißheim, Freiham und Perlach. Für den Bereich der Gemarkung Perlach erstellte das Baureferat zwischen 1961 und 1966 eine Planungsstudie und einen umfassenden Strukturplan für eine Satellitenstadt von 80.000 (später 70.000) Einwohnern. Die dafür zuständige Planungsgruppe stand seit 1963 unter der Leitung Egon Hartmanns, der 1951 den Wettbewerb zur Bebauung der Ost-Berliner Stalinallee gewonnen hatte. Mit der Bodenordnung und der Koordination der baulichen Umsetzung wurde das gewerkschaftseigene Unternehmen Neue Heimat beauftragt.
Gemäß den Vorgaben des Strukturplanes ergaben sich fünf Bauabschnitte (Nord, Nordost, Ost, Zentrum, Süd), von denen nach der Grundsteinlegung am 11. Mai 1967 in rascher Folge die Baugebiete Nord, Nordost und Ost fertiggestellt wurden. Für die zweite große Baustufe, das Zentrum Neuperlachs mit zahlreichen Geschäften, Arbeitsstätten und kulturellen sowie sozialen Einrichtungen, war ein städtebaulicher Wettbewerb schon 1967 ausgelobt und im Jahr darauf zugunsten des jungen Berliner Architekten Bernt Lauter entschieden worden (Entwürfe hatten u. a. auch Josef Paul Kleihues und Harald Deilmann eingereicht). Einen 2. Preis erhielten jeweils Heinrichs und Wermund (Berlin) sowie die Freie Planungsgruppe Berlin (Egbert Kossak, Thomas Sieverts, Herbert Zimmermann, Rudolf Weichenmayr). Die Arbeiten von Albert Speer jr. (Frankfurt (Main)) und Frey und Brennenstuhl (Stuttgart) sowie Friedhelm Amslinger, Peter Biedermann, Werner Böninger, Hubert Caspari, Werner Fauser (München) erhielten jeweils einen 3. Preis. Ankäufe gingen an Alexander Freiherr von Branca, Dimitri Avgoustinos (Hildesheim) und Peter Brocke, Hellmut Pratsch, Kurt Welle (Offenbach / Heidelberg).
Lauters Plan sah einen gewaltigen achtseitigen Ring aus Wohnhäusern vor, der bis zu einer Höhe von 18 Stockwerken aufsteigen und eine Freifläche von etwa 400 bis 500 Metern Durchmesser umfassen sollte. Nach Osten sollte sich diese Bebauung in zwei senkrecht sich durchdringenden, nach Norden, Osten und Süden trichterartig geöffneten Gebäudespangen aus bis zu 17 Stockwerke hohen Wohn- und Büroscheiben fortsetzen. Das eigentliche Zentrum der Gesamtanlage bestand in diesem Entwurf aus zwei sich kreuzenden offenen Ladenpassagen zwischen den Spangenbauten, die unterirdisch über Tiefgaragen sowie die U-Bahn und von der Ebene des Neuperlacher Wegesystems aus über Rampen und Treppen zugänglich sein sollten. Ein Bürgerhaus mit einer Außenstelle der Münchner Volkshochschule und der Münchner Stadtbibliothek, ein Künstlerhof mit Ateliers sowie ein Kinozentrum sollten in den Komplex integriert werden; das städtische Richard-Strauss-Konservatorium mit Konzertsälen sowie eine katholische und eine evangelische Kirche waren innerhalb des „Wohnrings“ vorgesehen, ein Hallenbad und eine Eislaufhalle sollten im näheren Umkreis ihren Platz finden.
In der Folgezeit kam es zu eingreifenden Veränderungen des Plans; im Interesse einer wirtschaftlicheren, additiven Bauausführung wurde zunächst die Idee einer Verschränkung unterschiedlicher städtischer Funktionen zugunsten einer klaren Trennung von Wohn-, Einkaufs-, Büro-, Kultur- und Sportbereich verworfen; später entfielen auch die Sportstätten, die kulturelle Infrastruktur wurde fast vollständig aufgegeben und auf ein (in seinen Dimensionen bis heute immer weiter verkleinertes und bislang nicht ausgeführtes) Bürgerhaus reduziert. Egon Hartmann, der Hauptplaner Neuperlachs, hatte vergeblich vor der Degradierung des Stadtteilmittelpunktes zu einem „klimatisierten Allerweltskaufhaus“ ohne echtes städtisches Leben gewarnt; der Architekt Bernt Lauter distanzierte sich noch während der Umarbeitungen seines Entwurfs, an denen er nicht mehr beteiligt war, von dem Projekt.
Die Grundsteinlegung verschob sich durch die zahlreichen Umplanungen bis 1974. Der Wohnbereich des Zentrums war im Wesentlichen bis 1978 fertiggestellt, die erste Stufe des Einkaufskomplexes bis 1979 (Erweiterung 1989), die Geschäftsbauten folgten schrittweise bis in die neueste Zeit.
Für den Bauabschnitt Süd entstand 1972 der Bauentwurf auf Grundlage eines städtebaulichen Gutachtens von Thomas Sieverts und Ferdinand Stracke. Der Beginn der Ausführung verzögerte sich aber auch hier wegen Finanzierungsschwierigkeiten und Rentabilitätsproblemen bis 1980. Die Errichtung des Wohngebiets Süd in zwei aufeinanderfolgenden Phasen war mit der Eröffnung der zentralen Fußgängerzone im zweiten Abschnitt 1991 weitgehend abgeschlossen.

## Leitbild und Bedeutung

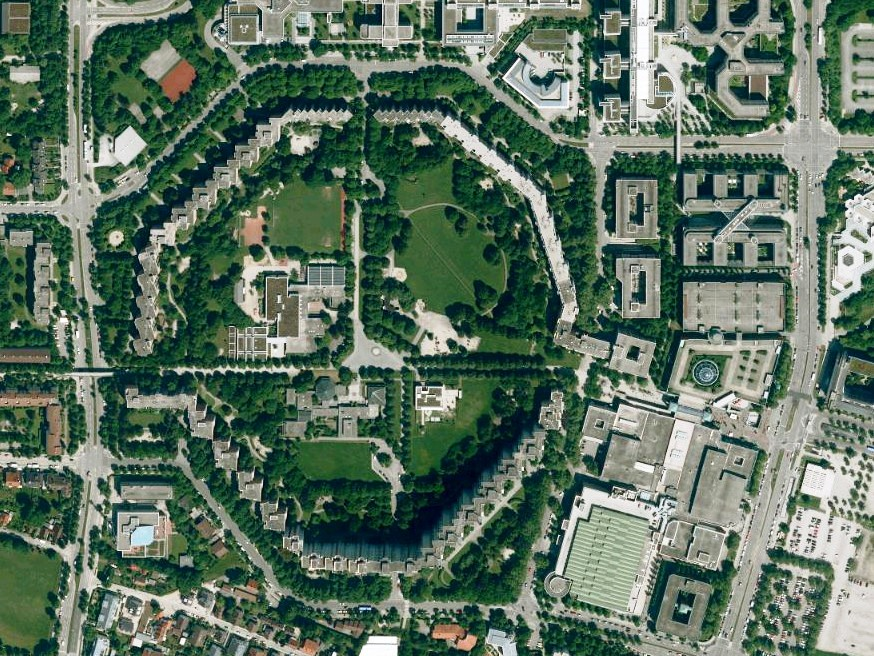
„Stadtlandschaft“ in Neuperlach-Zentrum, in der Mitte der Theodor-Heuss-Platz, rechts unten im Bild das Einkaufszentrum pep, das Sozialbürgerhaus und die MVV-Haltestelle Neuperlach Zentrum

Neuperlach ist das größte westdeutsche Siedlungsprojekt nach dem Zweiten Weltkrieg. Es gilt als Beispiel für den Städtebau der 1960er- und 1970er-Jahre, als Produkt einer Umbruchzeit, in der sich alte und neue urbanistische Leitbilder gegenüberstanden. Als „Stadt neben der Stadt“ sollte Neuperlach durch eine Integration von Wohnen, Arbeiten, Einkaufen, Kultur und Sport, durch eine hohe Bevölkerungsdichte sowie eine städtisch dimensionierte und gestaltete Ortsmitte ein relativ eigenständiges, lebendiges und anziehendes Gemeinwesen werden und auf ein Einzugsgebiet von etwa 400.000 Menschen im Münchner Südosten ausstrahlen. Durch die Einbeziehung von im damaligen Zeitgeist renommierten Städtebaukritikern (Hans Paul Bahrdt, Alexander Mitscherlich) in die Zentrumsplanungen wollte man zu dieser Zeit als stadtplanerische Fehler empfundene Eigenschaften der Vorkriegsarchitektur vermeiden.
Trotz der sich also bereits vollziehenden Renaissance des Urbanitätsgedankens sind in der tatsächlichen Umsetzung noch sehr deutlich die Prämissen älterer, tendenziell stadtfeindlicher Leitbilder wirksam: die strikt durchgehaltene Trennung des Verkehrs in reine Fußwege und oft überdimensionierte Straßenzüge nach dem Muster der „autogerechten Stadt“ und des „organischen Städtebaus“ Hans Bernhard Reichows, die kleinteilige Durchgrünung, wie sie das Konzept der „Gegliederten und aufgelockerten Stadt“ von Johannes Göderitz, Roland Rainer und Hubert Hoffmann vorsah, schließlich die in der Praxis ungenügende Mischung städtischer Funktionen, die noch eher an die funktionalistischen Ideen der Charta von Athen Le Corbusiers als an die zuvor theoretisch formulierten urbanen Ziele erinnert.
Diese konzeptionellen Ungereimtheiten prägen ganz wesentlich das Bild wenigstens der drei älteren Bauabschnitte Neuperlachs: das zeitgenössische Schlagwort einer „Urbanität durch Dichte“ – das vor allem eine Verdichtung des städtischen Lebens, der Atmosphäre, der Funktionen meinte – wusste man nicht besser in die architektonische Realität umzusetzen als durch eine Steigerung der Bauhöhen; eine den damals noch immer gültigen „organischen“ und „funktionalen“ Konzepten geschuldete überstarke Beachtung des „gesunden Lebens“ (Durchgrünung, gleichförmige Gebäudeausrichtung nach Süden, Verkehrstrennung, Separierung der Wohngebiete von Arbeits- und Einkaufszonen) ging einher mit der planerischen Vernachlässigung der Aufenthalts- und Erlebnisqualitäten des öffentlichen Raumes, in dem die Raumstrukturen der traditionellen Stadt mit baulich gefassten Straßenzügen und Plätzen durch eine fließende, offene „Stadtlandschaft“ ersetzt sind. Die hauptsächliche Verwendung von Beton als Baustoff tut ihr Übriges zur Schaffung einer architektonischen Monotonie.

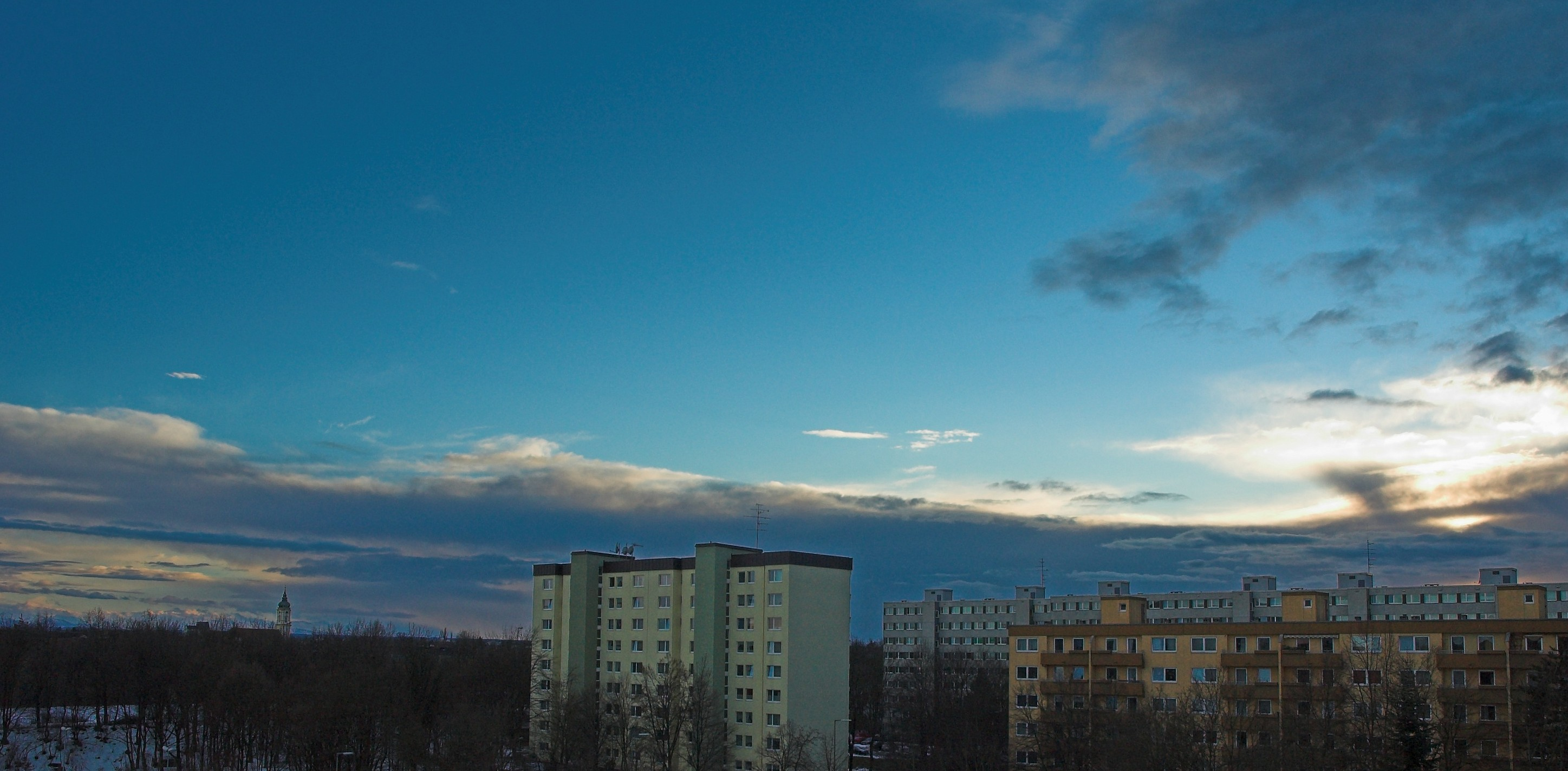
Winterliche Abendstimmung im Westen Neuperlachs

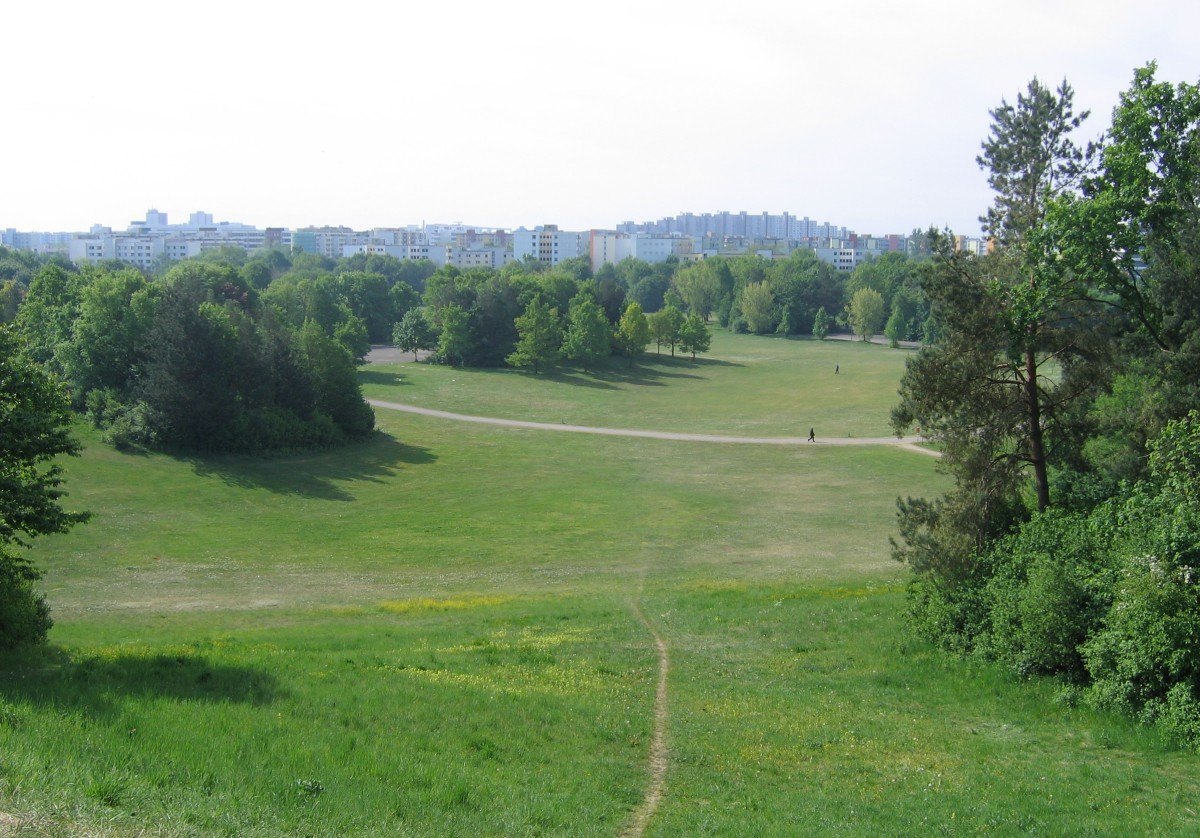
Ostpark

Zu diesen zeittypischen Erscheinungen kamen in der Folgezeit die mangelnde Finanzierbarkeit vor allem der projektierten kulturellen Einrichtungen sowie ein zunehmendes Desinteresse der Stadt München an dem Projekt, das schon seit dem Abschluss der Planungen Ende der 1960er-Jahre hinter den Maßnahmen für die Olympischen Spiele 1972 zurückstehen musste.
In den beiden neueren, südlichen Bauabschnitten ist gegenüber den städtebaulichen Konzepten der Anfangszeit eine Hinwendung zu traditionelleren Raumprofilen mit Blockrandbebauung und begrünten Innenhöfen sowie der Versuch einer stärkeren Funktionsmischung festzustellen.

## Gegenwart

Neuperlach bei Nacht

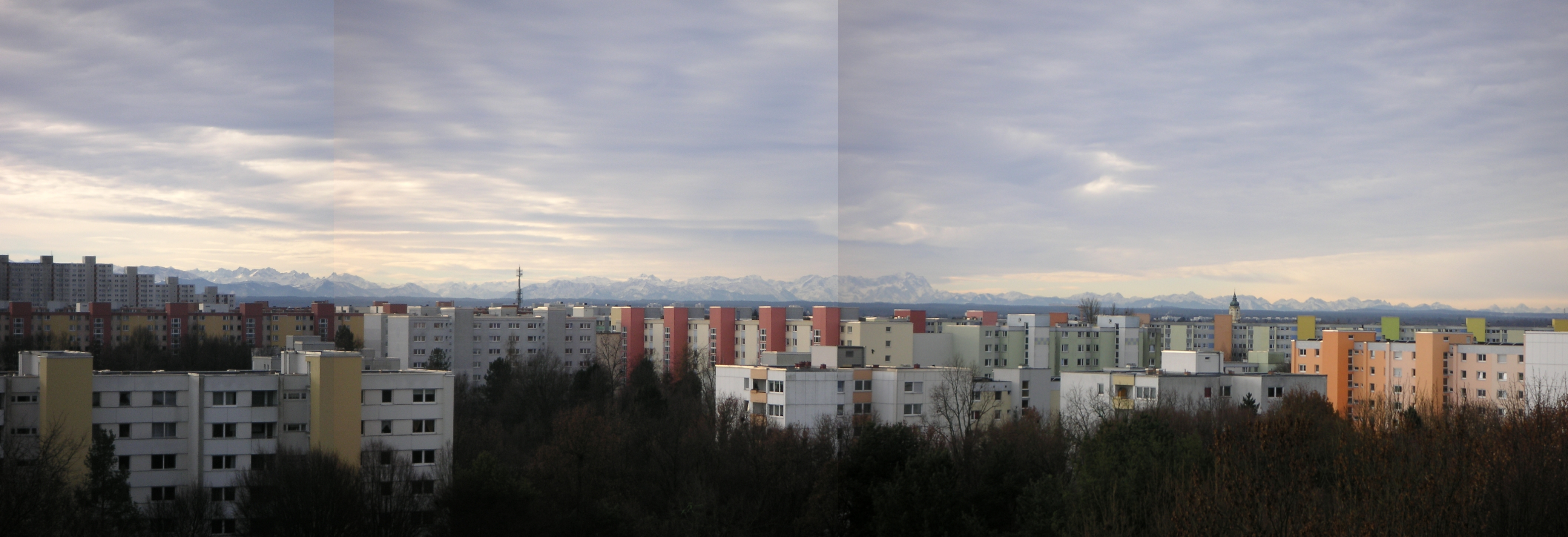
Neuperlach und Perlach vor Alpenhintergrund vom Ostpark aus gesehen

In Neuperlach leben etwa 55.000 Menschen. Trotz der qualitativ hochwertigen Wohnbebauung und der guten infrastrukturellen Ausstattung leidet das Viertel unter dem Ruf einer Satellitenstadt, obwohl die sozialen Kennzahlen sich nicht wesentlich von anderen Münchner Stadtbezirken unterscheiden.
Inzwischen wurden viele der ursprünglichen Sozialwohnungen in Eigentumswohnungen umgewandelt, die Bewohner leben oft seit Jahrzehnten im Viertel.

## Architektur und Kunst

### Architektur
Neben einer zeittypisch funktionsgerechten Wohnbebauung entstanden in Neuperlach auch einige qualitativ herausragende Gebäude:
- Wohnring (Wohnbereich des Neuperlacher Zentrums) / Architekten: Bernt Lauter und Manfred Zimmer / 1974–1978
- Verwaltungsgebäude der Landesversicherungsanstalt von Oberbayern (heute DRV Bayern Süd) / Architekt: Alexander Freiherr von Branca
- Forschungs- und Entwicklungszentrum der Siemens AG / Architekten: Johannes Hendrik van den Broek und Jacob Berend Bakema
- Serbisch-Orthodoxes Kirchenzentrum / Architekt: Stephan Braunfels / 1993
- Verwaltungsgebäude Vereinte Versicherung / Architekten: Ulrike Lauber und Wolfram Wöhr / 1990–1996
- Verwaltungsgebäude der Bosch-Siemens Hausgeräte / Architekten: Büro Denk, Mauder, Wisiol / 2003
- Alexisquartier (im Bau)

### Munich Depression
Munich Depression ist der Titel einer Arbeit, die der amerikanische Land-Art-Künstler Michael Heizer im Mai 1969 für die Galerie Heiner Friedrich auf einem noch unbebauten Gelände Neuperlachs realisierte: ein vier Meter tiefer Erdtrichter von fünfunddreißig Metern Durchmesser, der begehbar war, sodass beim Hinabsteigen die ersten schon vorhandenen Wohnzeilen der „Entlastungsstadt“ aus dem Blickfeld verschwanden und schließlich nur mehr der Himmel zu sehen war. Mit einem Erdaushub von etwa 1.000 Tonnen war Munich Depression die erste große landschaftsbezogene Arbeit Heizers. Da das Gelände wenig später überbaut wurde, ist die Münchner Versenkung heute nur mehr als photographische Dokumentation erlebbar (360-Grad-Projektion unter dem Titel Actual Size: Munich Rotary, im Besitz des Whitney Museum of American Art in New York, dort erstmals 2002 vollständig installiert).

### Kunst im öffentlichen Raum

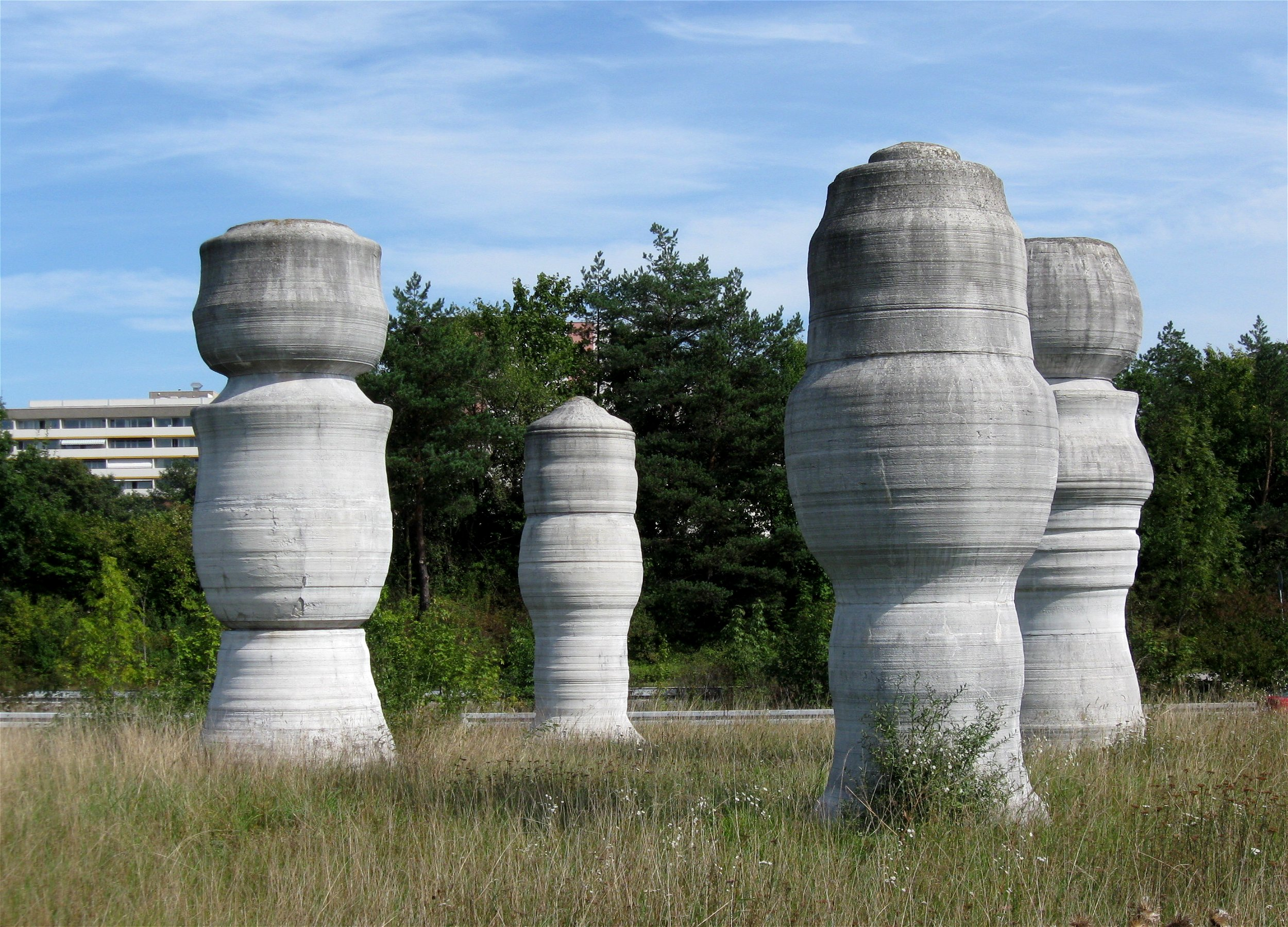
Jai Young Park: Nur der Mensch ist der Ort der Bilder (1999) an der Ständlerstraße

Von den im öffentlichen Raum frei zugänglichen Kunstwerken Neuperlachs sind hervorzuheben: Louis Constantins „Blaue Spirale“ (1972) an der Stadtteileinfahrt Heinrich-Wieland-Straße / Albert-Schweitzer-Straße, George Rickeys „Space Churn“ (1972) vor der ehemaligen Verwaltung der Neuen Heimat, Leo Kornbrusts „Innere Linie“ (1981) vor der Allianz-Versicherung, Albert Hiens „Objekt im See“ im Perlach-Park (südlicher Bauabschnitt) und Jai Young Parks „Nur der Mensch ist der Ort der Bilder“ (1999) an der Ständlerstraße, sowie von Kay Winkler Schräge Wände (2003).

## Infrastruktur

### Öffentlicher Nahverkehr
Aufgrund der Größe Neuperlachs und der Lage am Stadtrand war von Anfang an eine leistungsfähige Verkehrsanbindung an das Stadtzentrum erforderlich. Diese wurde zunächst mittels Straßenbahn realisiert. Am 12. September 1970 wurden die damaligen Linien 11 und 29 von der bisherigen Endhaltestelle am Michaelibad zunächst nach Neuperlach Nord (Heinrich-Wieland-Straße auf Höhe Karl-Marx-Ring) verlängert. 1972 wurde das Liniensystem der Münchner Straßenbahn grundlegend abgeändert, wodurch nun die Linie 24 nach Neuperlach Nord fuhr. Am 28. September 1973 wurde die Linie 24 dann nach Neuperlach Zentrum verlängert, wo sie an der Stelle des heutigen Busbahnhofes vor dem pep wendete. Nur zwei Tage später, am 30. September 1973, begannen die Bauarbeiten für die damals noch als U-Bahn-Linie 8 bezeichnete U-Bahn nach Neuperlach (Olympiazentrum – Scheidplatz – Hauptbahnhof – Neuperlach Süd). Diese U-Bahn-Linie mit ihren vier Bahnhöfen auf dem Gebiet Neuperlachs (Quiddestraße, Neuperlach Zentrum, Therese-Giehse-Allee und Neuperlach Süd) wurde nach sieben Jahren Bauzeit am 18. Oktober 1980 feierlich eröffnet. Gleichzeitig wurde die Straßenbahn nach Neuperlach eingestellt und die Strecke in der Folgezeit großteils abgebaut. Noch heute finden sich jedoch einige Gleisreste der ehemaligen Linie 24 an der Einmündung der Fritz-Schäffer-Straße in die Heinrich-Wieland-Straße. Ab Herbst 1988 wurde die Strecke der U-Bahn nach Neuperlach zusätzlich zur Linie U2 (ehemalige Linie U8) auch von der Linie U5 bedient. Als 1999 die Verlängerung der U-Bahn zur Messestadt Riem erfolgte, wurde die U2 auf diesen Ast verlegt. Seither bedient die U5, sowie seit dem Dezember 2013 an Schultagen auch die U7, den Neuperlacher Streckenast. Von Neuperlach Zentrum aus wird der Ostbahnhof in sieben Minuten, der Hauptbahnhof in 15 Minuten erreicht. Die Straßenbahn benötigte in den 1970er-Jahren 18 Minuten zum Ostbahnhof. Am Endbahnhof Neuperlach Süd trifft die U-Bahn auf die Bahnstrecke München-Giesing–Kreuzstraße, die von der Münchner S-Bahnlinie S5 bedient wird.
Neuperlach verfügt zudem seit den 1970er-Jahren über umfangreiche Busverbindungen zu den Nachbarstadtteilen Giesing, Trudering, Ramersdorf und Waldperlach, außerdem führt eine Ringlinie durch den Stadtteil. Zentraler Knotenpunkt für den Busverkehr ist dabei der Busbahnhof Neuperlach Zentrum. Vom U-Bahnhof Neuperlach Süd aus bieten zudem zahlreiche Regionalbuslinien Verbindungen in die Umlandgemeinden Ottobrunn, Neubiberg, Putzbrunn und Unterhaching.

### Schulen

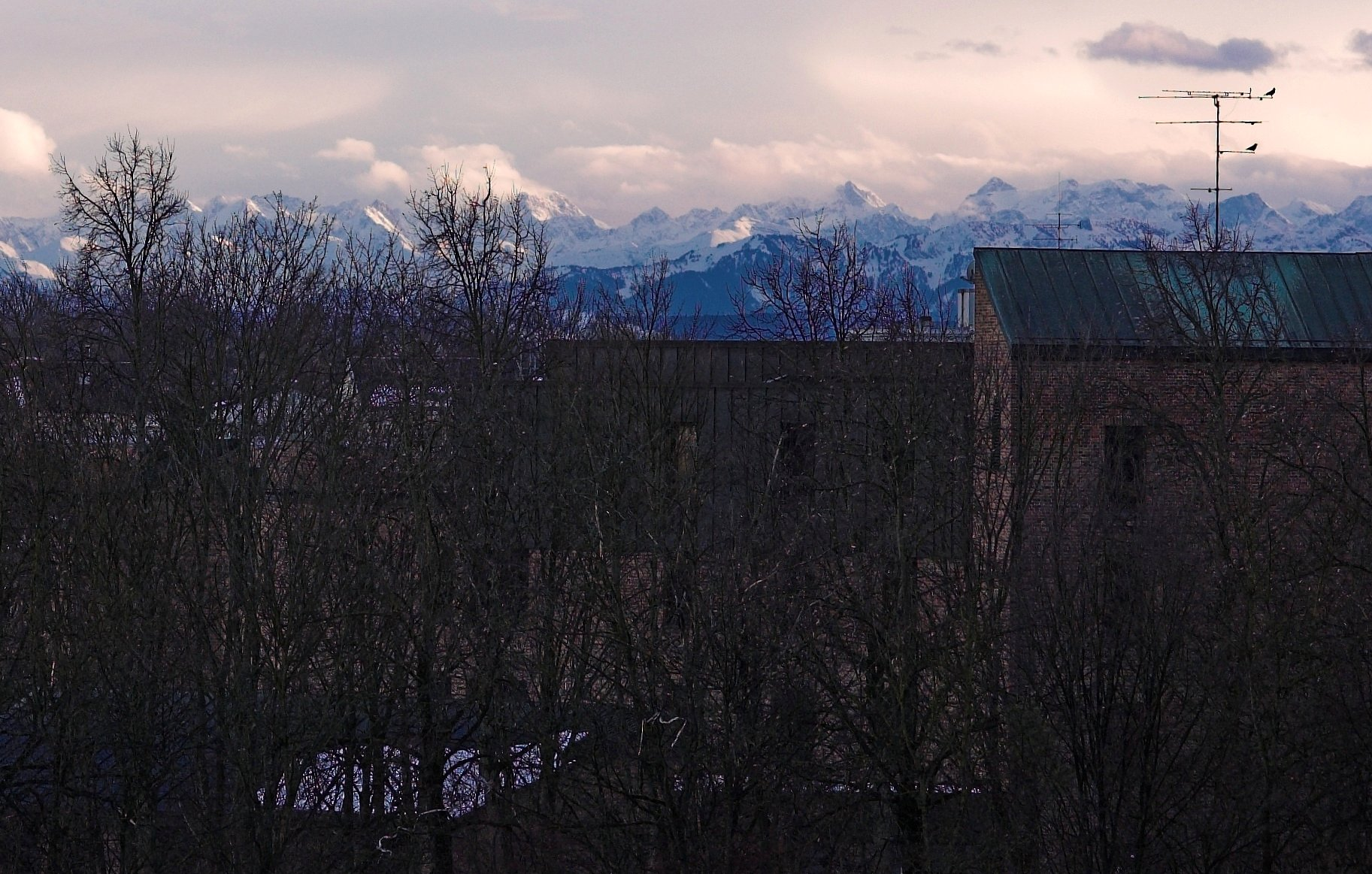
Die Wilhelm-Busch-Realschule zwischen Quiddestraße und Krehlebogen vor einer Alpenkulisse

Neben sieben Grundschulen verfügt Neuperlach über zwei Hauptschulen (Albert-Schweitzer-Hauptschule und Gerhart-Hauptmann-Hauptschule), drei Realschulen (Werner-von-Siemens-Realschule, Wilhelm-Busch-Realschule und Wilhelm-Röntgen-Realschule) und zwei Gymnasien (Heinrich-Heine-Gymnasium und Werner-von-Siemens-Gymnasium). Die Europäische Schule München bietet das Europäische Abitur als Abgangsqualifikation an. Dazu kommen eine Lern- und eine Sprachförderschule sowie, als einzige Einrichtung ihrer Art in Bayern, eine schulartunabhängige Orientierungsstufe.

### Kirchen

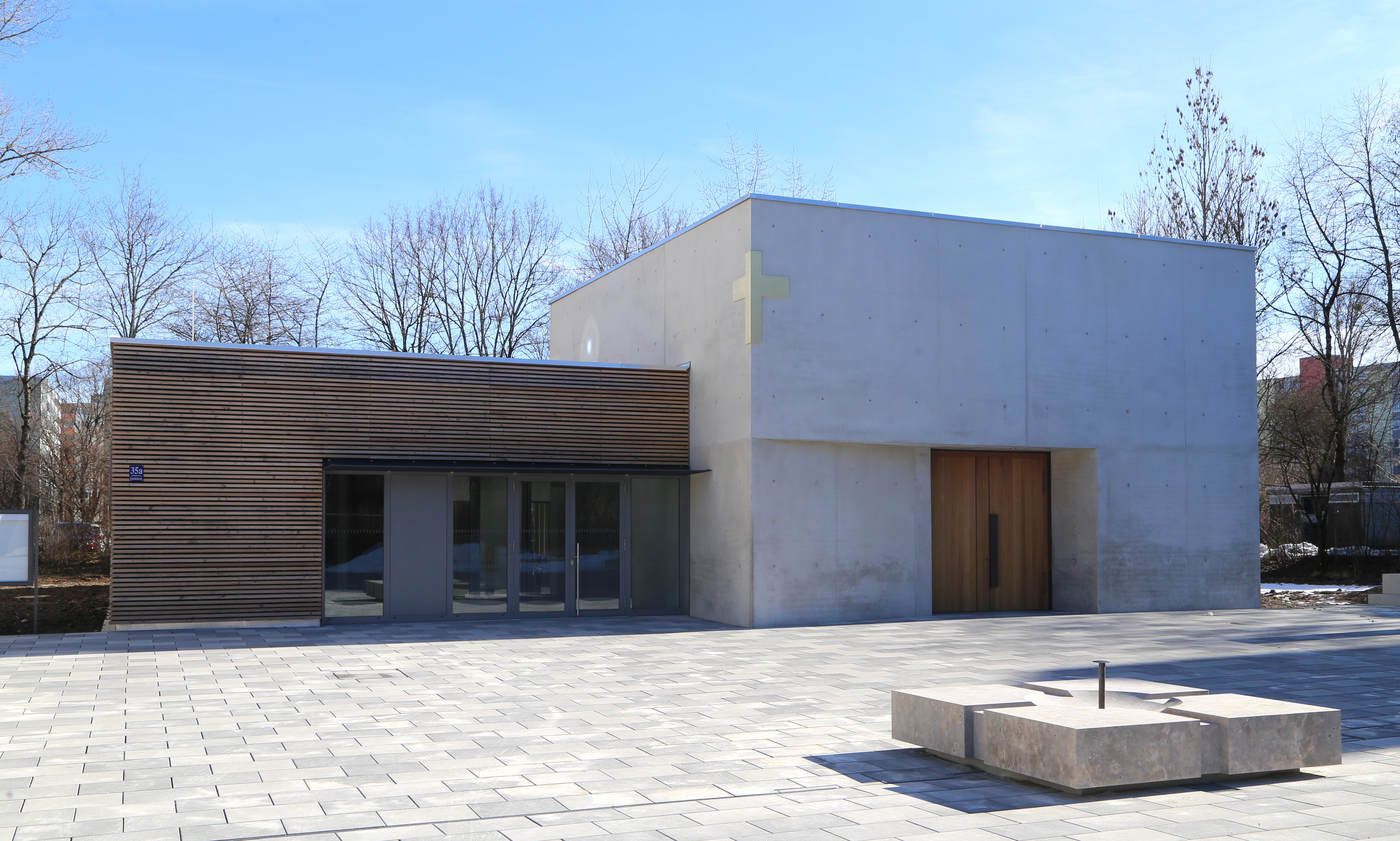
St. Jakobus

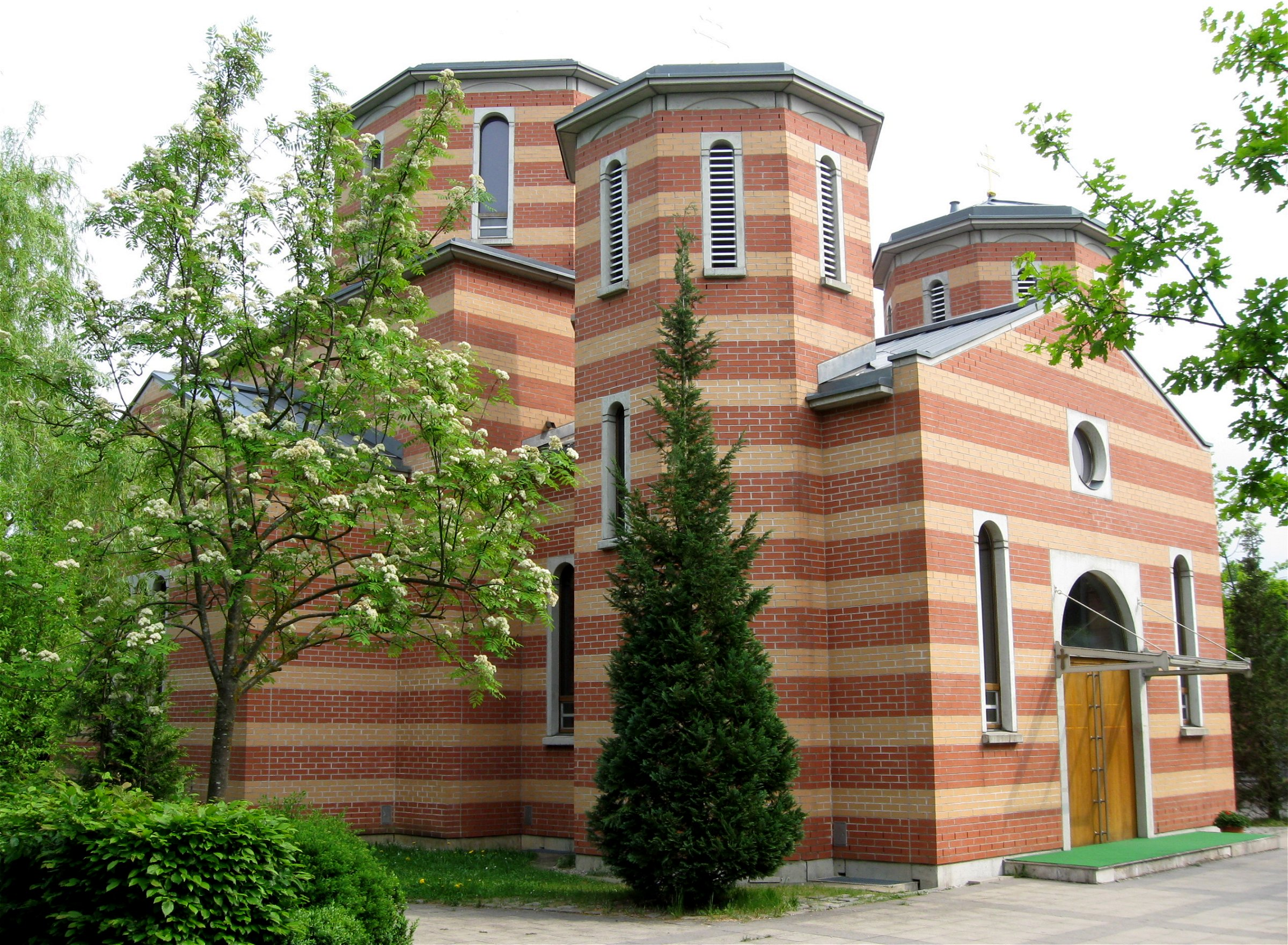
Kirche zum Hl. Märtyrerkönig Jovan Vladimir

- Die römisch-katholische Pfarrei Christus Erlöser entstand 2009 durch Zusammenlegung der zuvor bestehenden fünf Pfarreien Neuperlachs St. Jakobus, St. Monika, St. Maximilian Kolbe, St. Philipp Neri und St. Stephan,[4] die Auspfarrungen der Mutterpfarrei St. Michael Perlach waren. Sie gehört zum Erzbistum München und Freising. Die bisherigen Pfarreien werden als fünf Kirchenzentren weitergeführt; St. Jakobus wurde 2012 abgerissen und 2019 als Neubau wiedereröffnet.[5]
- Lätarekirche und Dietrich-Bonhoeffer-Kirche der evangelisch-lutherischen Lätare-Gemeinde
- Baptistische Christuskirche der Evangelisch-Freikirchlichen Gemeinde
- reformierte Kirche der Evangelisch-Reformierten Gemeinde
- Serbisch-orthodoxe Kirche zum Hl. Märtyrerkönig Jovan Vladimir

### Sonstiges
Das Klinikum Neuperlach, zu den Olympischen Sommerspielen 1972 eröffnet, leistet mit seinen derzeit 545 Betten die klinische Versorgung des Münchner Südostens.
1975 wurde die neu errichtete Feuerwache 9 in Betrieb genommen.
Die Errichtung einer eigenen Neuperlacher Polizeiinspektion (PI 24) wurde seit den 1970er-Jahren betrieben, kam aber erst 1997 mit dem Bezug eines Neubaus am Adenauerring zum Abschluss.
Der SVN München e. V. (Sportverein Neuperlach) ist mit 6000 Mitgliedern (Stand Mai 2017) der größte Sportverein des Stadtbezirks. Hauptanliegen des Vereins ist die Förderung des Breitensports. Für seine Mitglieder bietet er ein Sportcenter mit Dreifeldtennishalle, drei Sporträumen, einem voll ausgestatteten Fitness-Studio und einem Wellnessbereich. Zusätzlich gibt es zahlreiche Sportangebote – auch für Nichtmitglieder – in Sporthallen der Schulen Neuperlachs. Am 23. April 2016 wurde der Bau des „SVN Sportparks“, einer Dreifachsporthalle mit Kletterhalle, auf dem Gelände der Bezirkssportanlage Bert-Brecht-Allee abgeschlossen.
Im November 2016 kam Neuperlach in die Medien wegen der Errichtung eines Flüchtlingsheims mit einer vier Meter hohen Schallschutzmauer.
Auch die Diakonie Hasenbergl ist im Stadtteil aktiv.

## Wirtschaft
Neuperlach, das von Beginn an keine Schlafstadt sein, sondern eine Vielzahl von wohnortnahen Arbeitsmöglichkeiten bieten sollte, entwickelte sich zum Verwaltungsstandort von Unternehmen vor allem aus den Bereichen des Versicherungswesens und der High-Tech-Branche. Einige große Unternehmen haben ihren Sitz allerdings in den 2020er-Jahren verlagert oder dies angekündigt.
Folgende Unternehmenszentralen sind in Neuperlach angesiedelt:
- Hauptverwaltung der Deutschen Rentenversicherung Bayern Süd
- Hauptverwaltung der Die Bayerische, frühere Bayerische Beamten Versicherungen/BBV
- ehemalige Hauptverwaltung der Rechtsschutzversicherung D.A.S. (heute zur Ergo Versicherung)
- Hauptverwaltung der BSH Hausgeräte
- Zentrale der Allgemeinen Ortskrankenkasse Bayern (AOK Bayern)

Ihre Umsiedlung bekanntgegeben haben:
- Forschungs- und Entwicklungszentrum und IT der Siemens AG (frühere Hauptverwaltung von Siemens IT Solutions & Services – SIS, ehemals Siemens Business Services – SBS, heute Teil von Atos und der Technologieabteilung CT). Das Unternehmen gab 2025 bekannt, den Standort Neuperlach schließen und den Großteil der Beschäftigten in das Werksviertel verlagern zu wollen.[8]
- Deutsche Hauptverwaltung der Generali Versicherung. Das Unternehmen gab 2025 den bevorstehenden Umzug ins Werksviertel bekannt.[9]

Nicht mehr in Neuperlach ansässig sind:
- Hauptverwaltung der Capgemini sd&m – software design & management
- Hauptverwaltung der Privatkrankenversicherungssparte der Allianz SE (vormals Vereinte Versicherungen), 2020 nach Unterföhring verlagert[10]
- Hauptverwaltung der Wacker Chemie, seit 2024 im Werksviertel[11]

Seit 1980 kommt die Jugendzeitschrift Bravo aus Neuperlach, bis 2003 war hier auch die Redaktion der deutschen Ausgabe des Playboy.

## Personen
Im Kurzfilm Der letzte Stammtisch (1984) mit Gustl Bayrhammer und Hans Stadtmüller thematisierte Rainer Erler anhand von Neuperlach schon früh die Themen Entmietung, Luxussanierung und Wohnraumnot.
Spätestens das Komikerduo Erkan und Stefan hat das Viertel deutschlandweit bekannt gemacht (auch wenn sich hinter Erkan Maria Moosleitner aus dem Hasenbergl und Stefan Lust aus Neuperlach in Wirklichkeit die beiden unter Pseudonym auftretenden Darsteller John Friedmann und Florian Simbeck aus Ingolstadt verbergen).
Tatsächlich in Neuperlach geboren wurden die Sängerin und Grand-Prix-Teilnehmerin Gracia Baur, der Musiker, zweimalige Echo-Preisträger und Grammy-Nominierte Lou Bega (bekanntgeworden durch seinen Welthit Mambo No. 5 aus dem Jahr 1999) sowie der TV-Produzent und Grimme-Preis-Träger Tommy Krappweis (der Erfinder von Bernd, dem Brot).
Der Grafiker Wolfgang Niesner wohnte seit 1970 in einer der Atelierwohnungen in Neuperlach und setzte sich in zahlreichen Druckgrafiken mit der Architektur und dem Leben in dieser Architektur auseinander.
Der promovierte Chemiker, Schriftsteller und Slam-Poet Jaromir Konecny wohnt seit einigen Jahren in Neuperlach.
Erich Kästner starb 1974 in Neuperlach.
Musikalisch verewigt wurde der Stadtteil durch Georg Ringsgwandl in seinem Lied „Mopedrocker von Neuperlach“. Der Fall Mehmet machte Neuperlach Ende der 1990er-Jahre ebenfalls bekannt.